# Shapiro (Familienname)
Shapiro ist ein Familienname. Zu Herkunft und Bedeutung siehe Spira.

## Namensträger

### A
- Adolf Shapiro (* 1939), ukrainischer Theaterregisseur
- Alex Shapiro (* 1962), US-amerikanische Komponistin
- Alexander Shapiro (* 1949), US-amerikanischer Mathematiker
- Anatoly Shapiro (1913–2005), ukrainischer Soldat
- Anna D. Shapiro (* 1967), US-amerikanische Theaterregisseurin
- Arnold Samuel Shapiro (1921–1962), US-amerikanischer Mathematiker
- Arnold Shapiro (Filmproduzent) (* 1941), US-amerikanischer Filmproduzent und Drehbuchautor
- Arnold F. Shapiro, US-amerikanischer Ökonom und Versicherungsmathematiker
- Artie Shapiro (1916–2003), US-amerikanischer Jazzbassist
- Ascher H. Shapiro (1916–2004), US-amerikanischer Ingenieur

### B
- Ben Shapiro (* 1984), US-amerikanischer konservativer politischer Kommentator
- Beth Shapiro (* 1976), US-amerikanische Biologin

### C
- Carl Shapiro (* 1955), US-amerikanischer Ökonom
- Carl J. Shapiro (* 1913), US-amerikanischer Philanthrop und Unternehmer

### D
- Dana Adam Shapiro, US-amerikanischer Regisseur, Filmproduzent und Autor
- David Shapiro (Bassist) (1952–2011), US-amerikanischer Jazz-Bassist und Musikpädagoge
- David Shapiro (Dichter) (1947–2024), US-amerikanischer Dichter, Literaturkritiker und -historiker
- Debbie Shapiro (* 1954), US-amerikanische Schauspielerin und Sängerin
- Douglas Shapiro (1959–2025), US-amerikanischer Radrennfahrer

### F
- Francine Shapiro (1948–2019), US-amerikanische Literaturwissenschaftlerin und Psychologin

### G
- Gaon Meir Shapiro (1887–1934), polnischer Talmudist und Rabbi
- George Shapiro (1931–2022), US-amerikanischer Produzent und Talent-Manager
- Greg Shapiro (* 1972), US-amerikanischer Filmproduzent

### H
- Harold Shapiro (1928–2021), US-amerikanischer Mathematiker
- Harold Tafler Shapiro (* 1935), US-amerikanischer Ökonom und Universitätspräsident
- Harry Lionel Shapiro (1902–1990), US-amerikanischer Anthropologe
- Harvey Shapiro (Cellist) (1911–2007), US-amerikanischer Cellist
- Harvey Shapiro (Dichter) (1924–2013), US-amerikanischer Dichter
- Helen Shapiro (* 1946), britische Sängerin
- Herb Shapiro († 2014), US-amerikanischer Dramaturg

### I
- Ian Shapiro (* 1956), US-amerikanischer Politikwissenschaftler
- Ilja Pjatetskij-Shapiro (1929–2009), sowjetisch-israelischer Mathematiker
- Irwin I. Shapiro (* 1929), US-amerikanischer Physiker

### J
- James S. Shapiro (* 1955), US-amerikanischer Literaturwissenschaftler
- Jeffrey H. Shapiro (* 1946), US-amerikanischer Ingenieur und Physiker
- Jesse Shapiro, US-amerikanischer Wirtschaftswissenschaftler und Hochschullehrer
- Joel Shapiro (* 1934), US-amerikanischer Pianist und Musikpädagoge
- Joel Shapiro (1941–2025), US-amerikanischer Künstler
- Jonathan Shapiro (* 1958), südafrikanischer Karikaturist
- Josh Shapiro (* 1973), US-amerikanischer Politiker
- Justine Shapiro (* 1964), US-amerikanische Filmproduzentin, Filmregisseurin und Filmschauspielerin

### K
- Karl Shapiro (1913–2000), US-amerikanischer Dichter

### L
- Lucy Shapiro (* 1940), US-amerikanische Entwicklungsbiologin

### M
- Margaret Shapiro (* 1976), US-amerikanische Triathletin
- Melvin Shapiro (1925–2007), US-amerikanischer Filmeditor
- Michael Shapiro (* 1940), US-amerikanischer Politikwissenschaftler
- Milly Shapiro (* 2002), US-amerikanische Theater- und Filmschauspielerin und Sängerin
- Monte B. Shapiro (1912–2000), britischer klinischer Psychologe
- Moshe Shapiro (1944–2013), israelischer Chemiker

### N
- Nat Shapiro (1922–1983), US-amerikanischer Musikproduzent und Autor
- Neil Shapiro (* 1949), US-amerikanischer Science-Fiction-Autor

### P
- Paul Shapiro (Regisseur) (* 1955), kanadischer Filmregisseur
- Paul Shapiro (Musiker), US-amerikanischer Saxophonist
- Paul A. Shapiro, US-amerikanischer Historiker

### R
- Raphael Borissowitsch Shapiro (1926–1993), sowjetisch-israelischer Erfinder und Autor
- Rick Shapiro (* 1959), US-amerikanischer Comedian, Schauspieler und Autor
- Robert Shapiro (Chemiker) (1935–2011), US-amerikanischer Chemiker
- Robert Shapiro (Rechtsanwalt) (* 1942), US-amerikanischer Rechtsanwalt
- Robert Shapiro (Filmproduzent), US-amerikanischer Filmproduzent

### S
- Sally Shapiro, Pseudonym einer schwedischen Sängerin
- Sam Shapiro (1914–1999), US-amerikanischer Mathematiker und Epidemiologe
- Samuel Shapiro (Politiker) (* 1927), US-amerikanischer Politiker (Maine)
- Samuel H. Shapiro (1907–1987), US-amerikanischer Politiker
- Samuel Sanford Shapiro (* 1930), US-amerikanischer Statistiker und Ingenieur
- Sidney Shapiro (1915–2014), US-amerikanisch-chinesischer Autor und Übersetzer
- Sidney Shapiro (Physiker) (1931–2022), US-amerikanischer Physiker
- Stanley Shapiro (1925–1990), US-amerikanischer Filmproduzent und Drehbuchautor
- Stewart Shapiro (* 1951), US-amerikanischer Philosoph und Hochschullehrer
- Stuart L. Shapiro (* 1947), US-amerikanischer Astrophysiker

### T
- Theodore Shapiro (* 1971), US-amerikanischer Filmkomponist